# بلوار کشاورز
بلوار کشاورز با شماره‌گذاری معابر خیابان ۵۲۴ تهران که در ابتدا بلوار نهر کرج یا بلوار آب کرج نام داشت و پس از بازدید الیزابت دوم از ایران در سال ۱۳۳۹ بلوار الیزابت نام گرفت، یک بلوار شرقی–غربی در منطقه ۶ شهرداری تهران است که خیابان دکتر قریب را به میدان ولی‌عصر متصل می‌کند. پس از انقلاب ۱۳۵۷ به دلیل مجاورت بلوار با ساختمان پیشین وزارت کشاورزی، نام این بلوار به بلوار کشاورز تغییر یافت. طراحی بلوار کشاورز در سال ۱۳۳۶ توسط سرفراز غزنی انجام شد و کار ساخت آن در سال ۱۳۳۸ به پایان رسید. این بلوار در سال ۱۳۹۴ با شمارهٔ ۳۱۳۲۱ در فهرست آثار ملی ایران به ثبت رسید.

## موقعیت جغرافیایی
بلوار کشاورز یک بلوار شرقی–غربی است که در منطقه ۶ شهرداری تهران قرار دارد و میدان ولی‌عصر و خیابان دکتر قریب را به یکدیگر متصل می‌کند. مسیر این بلوار پس از عبور از میدان ولی‌عصر به بلوار کریم‌خان زند می‌رسد. این بلوار در امتداد نهر کرج ساخته شده است؛ نهری که از رودخانهٔ کرج منشعب می‌شد و به سمت بهجت‌آباد و سپس دارالخلافه تهران جریان داشته است.
بلوار کشاورز در شمال هم‌جوار پارک لاله و در جنوب هم‌جوار دانشگاه تهران است. در حال حاضر بیمارستان امام خمینی تهران در ضلع غربی بلوار کشاورز واقع شده است.
موزه هنرهای معاصر تهران، سینما بولوار، برج‌های دوقلوی سامان از جملهٔ مکان‌های مهمی هستند که در حوالی این بلوار قرار دارند.

## تاریخچه
عملیات ساخت بلوار کشاورز در سال ۱۳۳۶ آغاز شد. سرفراز غزنی، که طراحی این بلوار را برعهده داشت، به‌واسطهٔ همکاری خود با شرکت آلمانی مهندسان مشاور ککس به‌عنوان طراح و سازندهٔ این پروژه انتخاب شده بود. شرکت مهندسان مشاور ککس در سال ۱۳۳۶ طی یک مناقصه کار ساخت و ساز پروژه‌های عمرانی و معماری تهران را برعهده گرفته بود. عملیات احداث بلوار دو سال به طول انجامید و در سال ۱۳۳۸ با هزینهٔ ۶۰ میلیون ریال به پایان رسید. غزنی مدتی پیش از درگذشت درخواست کرده بود که تابلوی شناسنامهٔ این بلوار در ابتدای آن نصب شود. در بهمن ۱۳۹۶ و مدتی پس از مرگ او، این درخواست اجرا شد و شناسنامهٔ بلوار توسط سازمان زیباسازی شهرداری تهران در ضلع غربی میدان ولیعصر و در ابتدای بلوار نصب شد.
بلوار کشاورز از گذشته محلی برای تفریح اهالی تهران بوده و در اوایل که نهر میانی آن به دستور امیرکبیر برای تأمین آب تهران از رودخانهٔ کرج منشعب شده بود و با نام بلوار آب کرج شناخته می‌شد، گاه در روز سیزده‌بدر نیز محل اتراق و تفریح مردم بوده است.
این بلوار در سال ۱۳۹۴ با شمارهٔ ثبت ۳۱۳۲۱ در فهرست آثار ملی ایران به ثبت رسید.

### نام‌گذاری
در ابتدا و به‌واسطهٔ عبور نهر کرج از محل کنونی بلوار، نام «بلوار نهر کرج» برای این محور انتخاب شد که در میان مردم به «بلوار آب کرج» نیز مشهور بود. در سال ۱۳۳۹ به‌واسطهٔ سفر الیزابت دوم، ملکهٔ انگلستان به ایران، نام این بلوار به بلوار الیزابت تغییر یافت. پس از انقلاب ۱۳۵۷ به دلیل استقرار وزارت کشاورزی در این بلوار، نام آن به بلوار کشاورز تغییر داده شد. در ۱۳۹۱، وزارت جهاد کشاورزی دولت دهم، ساختمان بیست طبقهٔ مشهور خود (با معماری عبدالعزیز فرمانفرمائیان) را به بهای ۲۳۰ میلیارد تومان به قوه قضاییه ایران فروخت و از آن تاریخ، ستاد مرکزی این قوه در آن مستقر است.

## نگارخانه

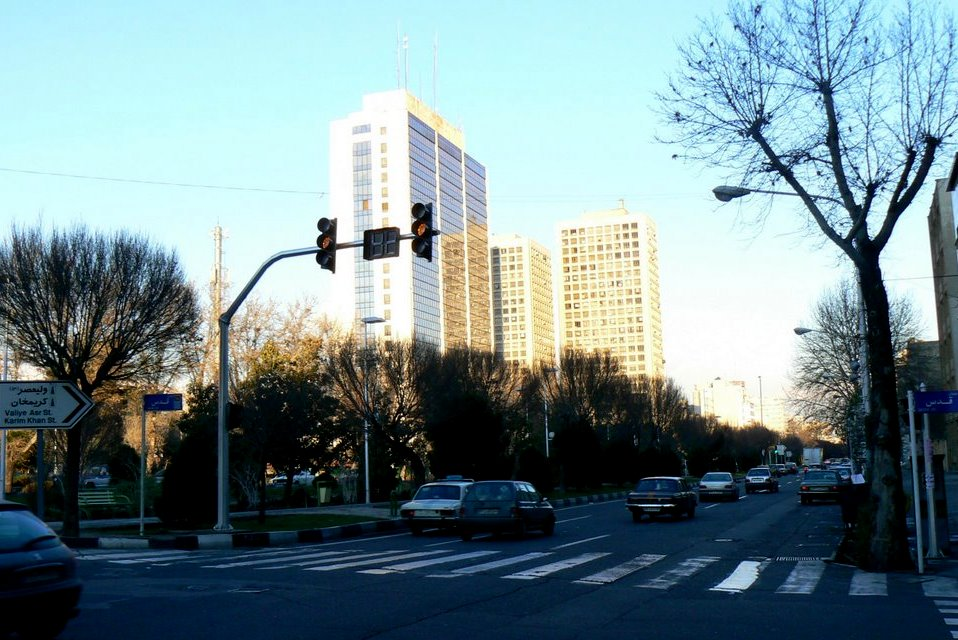
ساختمان پیشین وزارت کشاورزی
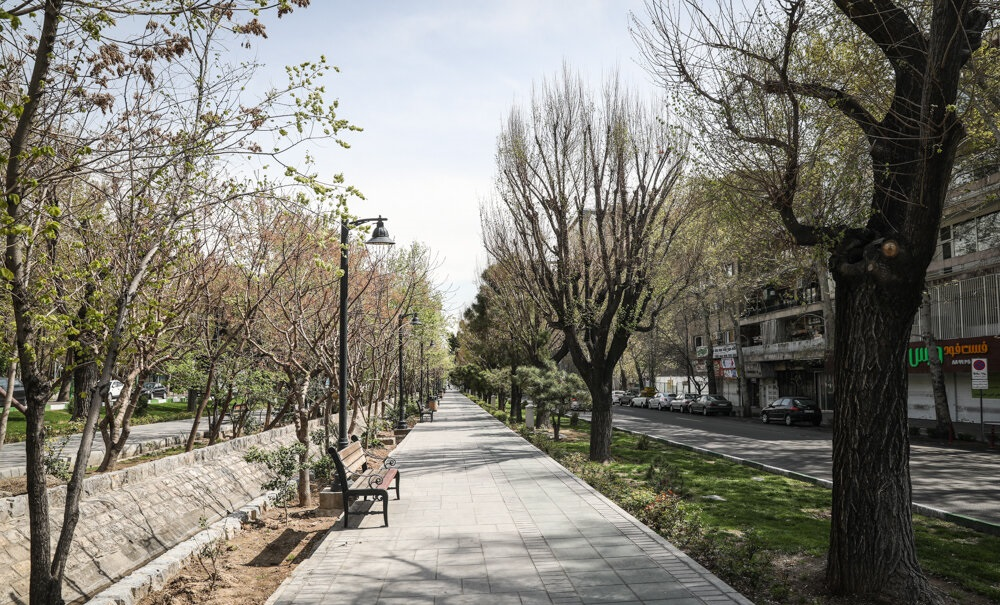
نمایی از پیاده‌روی بلوار کشاورز
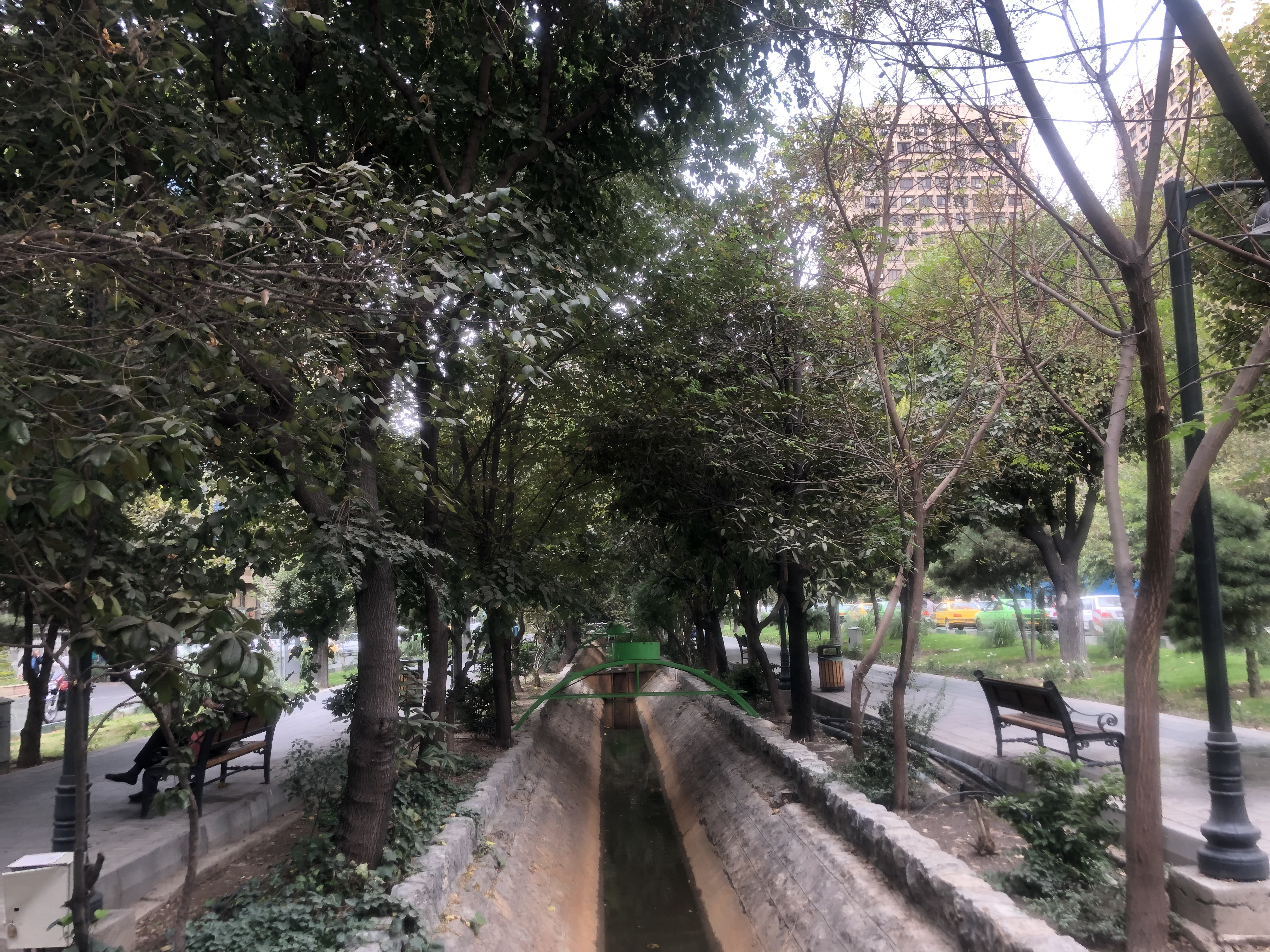
نمایی از پیاده‌روی بلوار کشاورز